# 殿德

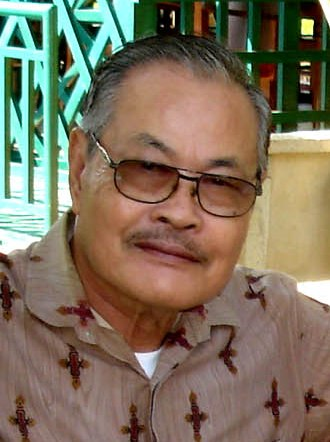
殿德

殿德（Dien Del，1932年—2013年2月13日），柬埔寨军事人物。
他是下高棉人，出生在朔庄省。1946年，在金边的西索瓦高中学习。毕业后，于1953年加入柬埔寨军队。在柬埔寨内战期间，他效力于高棉国家军队，参与对红色高棉及越共游击队的战斗，最高军衔为准将。1975年红色高棉掌权后流亡泰国，后前往美国。
1977年流亡法国巴黎，协助前首相宋双建立反共的抵抗组织。1979年2月1日前往泰国，建立高棉人民民族解放军，同年10月9日宣誓效忠于宋双的高棉人民民族解放阵线。殿德被宋双任命为总参谋长。他与另一位将军沙索沙康不睦，在斗争中一度失势，出家为僧。1986年还俗，担任副总司令。
1994年，殿德被任命为柬埔寨王家军总参谋部监察长，1998年以奉辛比克党党员身份当选立法会委员。2000年，当选国民议会的内政、国防、调查、镇压委员会主席。十五年来扮演柬埔寨政府顾问角色，发挥突出作用。2013年2月13日在金边去世。